# Szürke csigagomba
A szürke csigagomba (Hygrophorus pustulatus) a csigagombafélék családjába tartozó, Eurázsiában és Észak-Amerikában honos, fenyvesekben élő, ehető gombafaj.

## Megjelenése
A szürke csigagomba kalapja 2–5 cm széles, alakja fiatalon domború, később széles domború vagy némileg harangszerű. Színe világos vagy sötét szürkésbarna, a közepe sötétebb. Felülete nedvesen tapadós, szárazon fényes; apró, sötétebb szemölcsszerű pikkelykékkel díszített. Széle kissé rovátkolt lehet.
Húsa vékony, puha, fehéres színű, sérülésre nem változik. Íze és szaga nem jellegzetes.
Közepesen sűrű, viaszos lemezei kissé lefutók. A féllemezek gyakoriak. Színük fehér.
Tönkje 3–7 cm magas és max. 1,5 cm vastag. Alakja egyenletesen hengeres. A tönk alja egészen fiatalon nyálkával borított, amely később felszárad. Színe fehéres, felszínét (különösen felül) apró pontok borítják,a melyek idősen szürkésbarnára színeződnek.
Spórapora fehér. Spórája elliptikus, sima, inamiloid, mérete 7-10 x 4,5-6 µm.

### Hasonló fajok
A szagos csigagomba sötétebb példányaival téveszthető össze, de pontozott tönkje alapján jól felismerhető.

## Elterjedése és termőhelye
Eurázsiában és Észak-Amerikában honos. Magyarországon ritka.
Savanyú talajú fenyvesekben él, elsősorban luc, ritkábban erdeifenyő alatt. Szeptembertől novemberig terem.

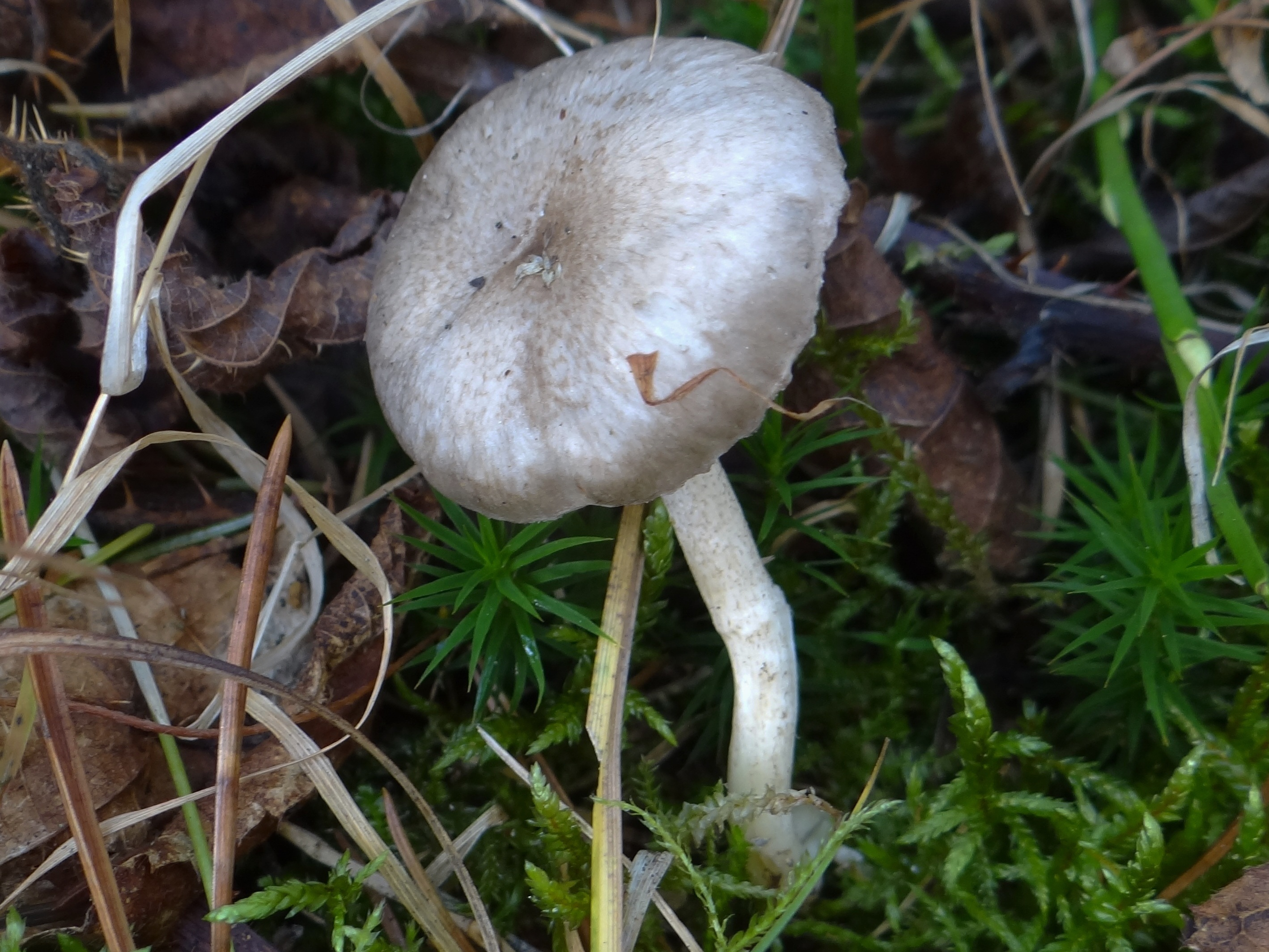
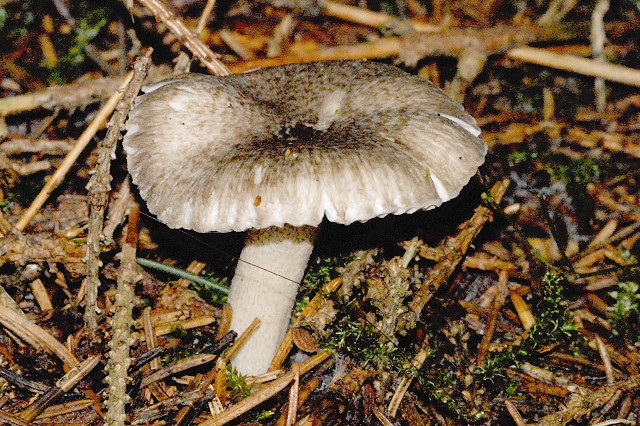
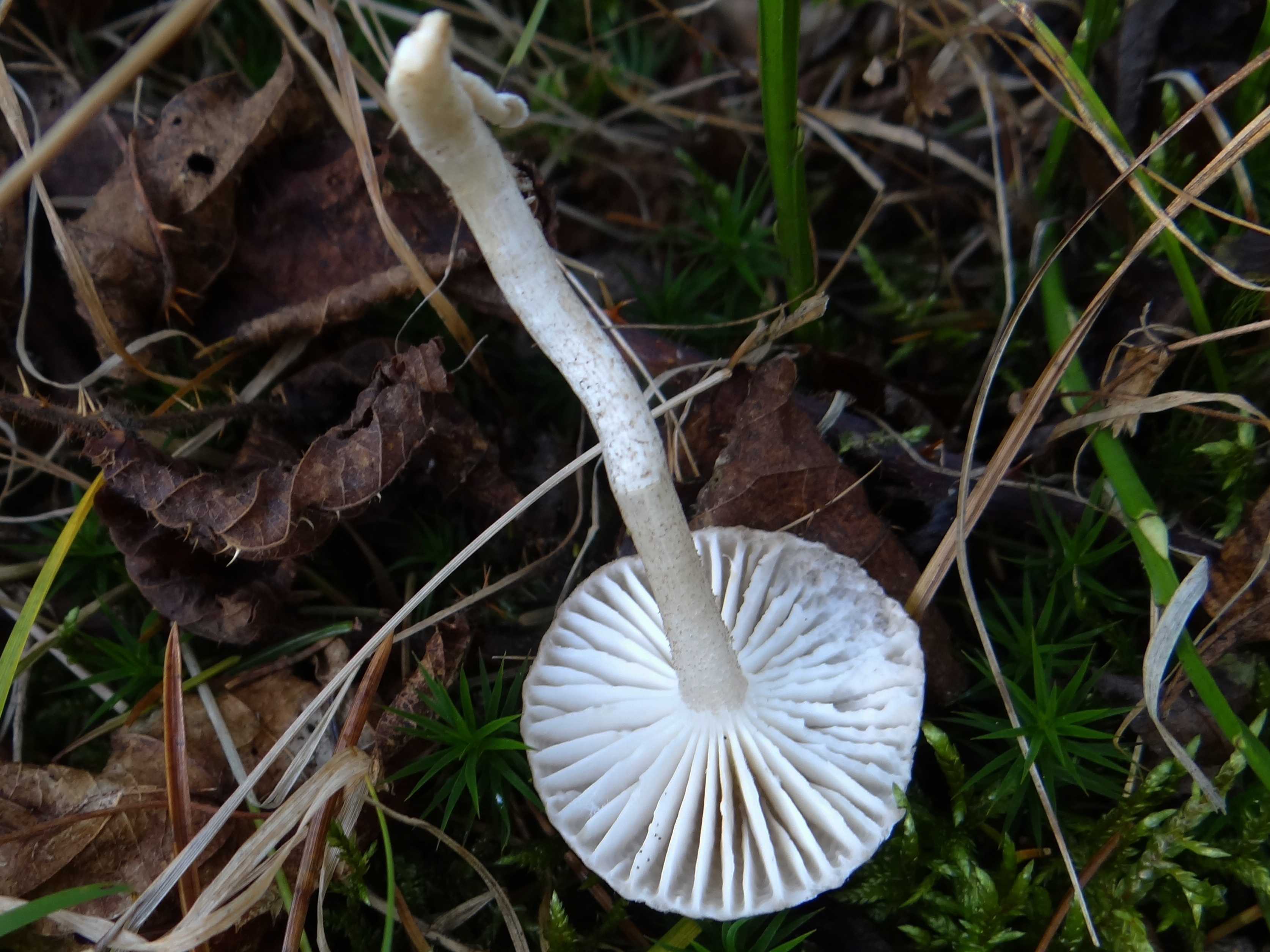
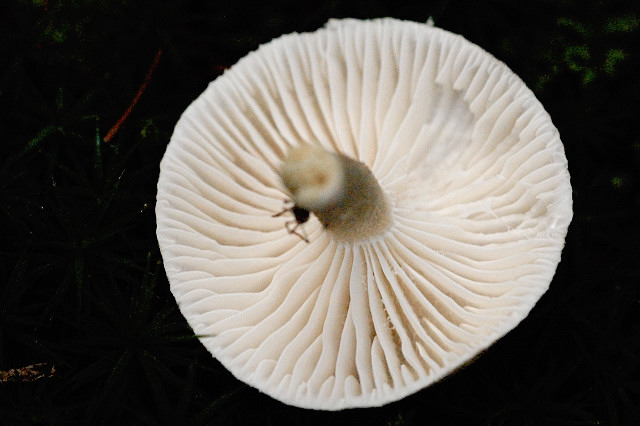

Ehető.